# Coronation Cup
Groupe I
La Coronation Cup est une course hippique de plat se déroulant au mois de mai sur l'Hippodrome d'Epsom Downs, en Angleterre.
Créée en 1902 à l'occasion du couronnement d'Édouard VII, c'est une course de Groupe I réservée aux chevaux de 4 ans et plus, qui se dispute sur 2 420 mètres (1 mile, 4 furlongs, 6 yards), et dont l'allocation s'élève actuellement à £ 425 000.

## Records
Meilleur temps : Highland Reel (2017) : 2'33"34
Cheval le plus titré : St Nicholas Abbey – 3 victoires : 2011, 2012, 2013
Jockey le plus titré : Lester Piggott – 9 victoires : Zucchero (1953), Nagami (1959), Petite Étoile (1960, 1961), Park Top (1969), Roberto (1973), Quiet Fling (1976), Sea Chimes (1980), Be My Native (1983)
Entraîneur le plus titré : Aidan O'Brien – 8 victoires : Yeats (2005), Scorpion (2007), Soldier of Fortune (2008), Fame and Glory (2010), St Nicholas Abbey (2011, 2012, 2013), Highland Reel (2017)
Propriétaire le plus titré : Sue Magnier – 8 victoires : Yeats (2005), Scorpion (2007), Soldier of Fortune (2008), Fame and Glory (2010), St Nicholas Abbey (2011, 2012, 2013), Highland Reel (2017)

## Palmarès
| Année     | Vainqueur          | S/A           | Pays          | Père             | Jockey                       | Entraîneur                   | Propriétaire                | Deuxième           | Troisième         | Temps         |
| --------- | ------------------ | ------------- | ------------- | ---------------- | ---------------------------- | ---------------------------- | --------------------------- | ------------------ | ----------------- | ------------- |
| 2023      | Emily Upjohn       | F.4           | Royaume-Uni   | Sea the Stars    | Frankie Dettori              | John Gosden                  | Andrew Lloyd Weber          | Westover           | Point Lonsdale    | 2'33"78       |
| 2022      | Hukum              | M.5           | Royaume-Uni   | Sea the Stars    | Jim Crowley                  | Owen Burrows                 | Shadwell Estate Co. Ltd     | Pyledriver         | High Definition   | 2'36"40       |
| 2021      | Pyledriver         | M.4           | Royaume-Uni   | Harbour Watch    | Martin Dwyer                 | W. Muir & Ch. Grassick       | La Pyle Partnership         | Al Aasy            | Japan             | 2'42"23       |
| 2020      | Ghaiyyath          | M.5           | Royaume-Uni   | Dubawi           | William Buick                | Charlie Appleby              | Godolphin                   | Anthony Van Dyck   | Stradivarius      | 2'25"89       |
| 2019      | Defoe              | H.5           | Royaume-Uni   | Dalakhani        | Andrea Atzeni                | Roger Varian                 | Mohammed Obaid Al Maktoum   | Kew Gardens        | Salouen           | 2'33"94       |
| 2018      | Cracksman          | M.4           | Royaume-Uni   | Frankel          | Frankie Dettori              | John Gosden                  | A. Oppenheimer              | Salouen            | Windstoss         | 2'38"49       |
| 2017      | Highland Reel      | M.5           | Irlande       | Galileo          | Ryan Moore                   | Aidan O'Brien                | M.Tabor, S.Magnier, D.Smith | Frontiersman       | Hawkbill          | 2'33"34       |
| 2016      | Postponed          | M.5           | Royaume-Uni   | Dubawi           | Andrea Atzeni                | Roger Varian                 | M. Obaid Al Maktoum         | Found              | Roseburg          | 2'43"54       |
| 2015      | Pether's Moon      | M.5           | Royaume-Uni   | Dylan Thomas     | Pat Dobbs                    | Richard Hannon               | John Manley                 | Dolniya            | Flintshire        | 2'33"76       |
| 2014      | Cirrus des Aigles  | H.8           | France        | Even Top         | Christophe Soumillon         | Corine Barande-Barbe         | Jean-Claude-Alain Dupouy    | Flintshire         | Ambivalent        | 2'34"86       |
| 2013      | St Nicholas Abbey  | M.6           | Irlande       | Montjeu          | Joseph O'Brien               | Aidan O'Brien                | M.Tabor, S.Magnier, D.Smith | Dunaden            | Joshua Tree       | 2'37"76       |
| 2012      | St Nicholas Abbey  | M.5           | Irlande       | Montjeu          | Joseph O'Brien               | Aidan O'Brien                | M.Tabor, S.Magnier, D.Smith | Red Cadeaux        | Masked Marvel     | 2'34"52       |
| 2011      | St Nicholas Abbey  | M.4           | Irlande       | Montjeu          | Ryan Moore                   | Aidan O'Brien                | M.Tabor, S.Magnier, D.Smith | Midday             | Clowance          | 2'37"18       |
| 2010      | Fame and Glory     | M.4           | Irlande       | Montjeu          | John P. Murtagh              | Aidan O'Brien                | Coolmore                    | Sariska            | High Heeled       | 2'33"42       |
| 2009      | Ask                | M.6           | Royaume-Uni   | Sadler's Wells   | Ryan Moore                   | Sir Michael Stoute           | P.-J. Fahey                 | Youmzain           | Look Here         | 2’37"00       |
| 2008      | Soldier of Fortune | M.4           | Irlande       | Galileo          | Johnny Murtagh               | Aidan O'Brien                | M.Tabor, S.Magnier, D.Smith | Youmzain           | MacArthur         | 2’36’’83      |
| 2007      | Scorpion           | M.5           | Irlande       | Montjeu          | Michael Kinane               | Aidan O'Brien                | Sue Magnier & Michael Tabor | Septimus           | Maraahel          | 2’40’’82      |
| 2006      | Shirocco           | M.5           | France        | Monsun           | Christophe Soumillon         | André Fabre                  | Baron Georg von Ullmann     | Ouija Board        | Enforcer          | 2’37’’64      |
| 2005      | Yeats              | M.4           | Irlande       | Sadler's Wells   | Kieren Fallon                | Aidan O'Brien                | Sue Magnier & Diane Nagle   | Alkaased           | Warrsan           | 2’36’’98      |
| 2004      | Warrsan            | M.6           | Royaume-Uni   | Caerleon         | Darryll Holland              | Clive Brittain               | Saeed Manana                | Doyen              | Vallée Enchantée  | 2’35’’96      |
| 2003      | Warrsan            | M.5           | Royaume-Uni   | Caerleon         | Philip Robinson              | Clive Brittain               | Saeed Manana                | Highest            | Black Sam Bellamy | 2’35’’68      |
| 2002      | Boreal             | F.4           | Allemagne     | Java Gold        | Kieren Fallon                | Peter Schiergen              | Gestüt Ammerland            | Storming Home      | Zindabad          | 2’45’’01      |
| 2001      | Mutafaweq          | M.5           | Royaume-Uni   | Silver Hawk      | Frankie Dettori              | Saeed bin Suroor             | Godolphin                   | Wellbeing          | Millenary         | 2’36’’05      |
| 2000      | Daliapour          | M.4           | Royaume-Uni   | Sadler's Wells   | Kieren Fallon                | Sir Michael Stoute           | S.A. Aga Khan               | Fantastic Light    | Border Arrow      | 2’41’’63      |
| 1999      | Daylami            | M.5           | France        | Doyoun           | Frankie Dettori              | Saeed bin Suroor             | Godolphin                   | Royal Anthem       | Dream Well        | 2’40’’26      |
| 1998      | Silver Patriarch   | M.4           | Royaume-Uni   | Saddler's Hall   | Pat Eddery                   | John Dunlop                  | Peter Winfield              | Swain              | Ebadiyla          | 2’37’’60      |
| 1997      | Singspiel          | M.5           | Royaume-Uni   | In The Wings     | Frankie Dettori              | Michael Stoute               | Cheikh Mohammed             | Dushyantor         | Le Destin         | 2’37’’72      |
| 1996      | Swain              | M.4           | France        | Nashwan          | Frankie Dettori              | André Fabre                  | Cheikh Mohammed             | Singspiel          | De Quest          | 2’40’’27      |
| 1995      | Sunshack           | M.4           | France        | Rainbow Quest    | Pat Eddery                   | André Fabre                  | Khalid Abdullah             | Only Royale        | Time Star         | 2’35’’85      |
| 1994      | Apple Tree         | M.5           | France        | Bikala           | Thierry Jarnet               | André Fabre                  | Saud Al Kabeer              | Environment Friend | Blush Rambler     | 2’35’’43      |
| 1993      | Opera House        | M.5           | Royaume-Uni   | Sadler's Wells   | Michael Roberts              | Michael Stoute               | Cheikh Mohammed             | Environment Friend | Apple Tree        | 2’35’’13      |
| 1992      | Saddlers' Hall     | M.4           | Royaume-Uni   | Sadler's Wells   | Walter Swinburn              | Michael Stoute               | Lord Weinstock              | Rock Hopper        | Terimon           | 2’35’’73      |
| 1991      | In the Groove      | F.4           | Royaume-Uni   | Night Shift      | Steve Cauthen                | David Elsworth               | Brian Cooper                | Terimon            | Rock Hopper       | 2’36’’32      |
| 1990      | In The Wings       | M.4           | France        | Sadler's Wells   | Cash Asmussen                | André Fabre                  | Cheikh Mohammed             | Observation Post   | Ibn Bey           | 2’36’’43      |
| 1989      | Sheriff's Star     | M.4           | Royaume-Uni   | Posse            | Ray Cochrane                 | Lady Herries                 | Duchesse de Norfolk         | Ile de Chypre      | Green Adventure   | 2’35’’49      |
| 1988      | Triptych           | F.6           | France        | Riverman         | Steve Cauthen                | Patrick Biancone             | Peter M. Brant              | Infamy             | Moon Madness      | 2’34’’84      |
| 1987      | Triptych           | F.5           | France        | Riverman         | Tony Cruz                    | Patrick Biancone             | Alan Clore                  | Rakaposhi King     | Acatenango        | 2’35’’97      |
| 1986      | Saint Estèphe      | M.4           | France        | Top Ville        | Pat Eddery                   | André Fabre                  | Y. Houyvet                  | Triptych           | Petoski           | 2’34’’87      |
| 1985      | Rainbow Quest      | M.4           | Royaume-Uni   | Blushing Groom   | Pat Eddery                   | Jeremy Tree                  | Khalid Abdullah             | Old Country        | Long Pond         | 2’39’’51      |
| 1984      | Time Charter       | F.4           | Royaume-Uni   | Saritamer        | Steve Cauthen                | Henry Candy                  | Robert Barnett              | Sun Princess       | Lovely Dancer     | 2’40"60       |
| 1983      | Be My Native       | M.4           | Royaume-Uni   | Our Native       | Lester Piggott               | Robert Armstrong             | K. Hsu                      | Electric           | Old Country       | 2'45"38       |
| 1982      | Easter Sun         | M.5           | Royaume-Uni   | Bustino          | Bruce Raymond                | Michael Jarvis               | Lady Beaverbrook            | Glint of Gold      | Critique          | 2'35"05       |
| 1981      | Master Willie      | M.4           | Royaume-Uni   | High Line        | Philip Waldron               | Henry Candy                  | Robert Barnett              | Prince Bee         | Vielle            | 2'44"49       |
| 1980      | Sea Chimes         | M.4           | Royaume-Uni   | Gulf Pearl       | Lester Piggott               | John Dunlop                  | John Thursby                | Niniski            | Soleil Noir       | 2'35"89       |
| 1979      | Ile de Bourbon     | M.4           | Royaume-Uni   | Nijinsky         | John A. Reid                 | Fulke Johnson Houghton       | Sir Philip Oppenheimer      | Frère Basile       | Gay Mecene        | 2'43"50       |
| 1978      | Crow               | M.5           | France        | Exbury           | Pat Eddery                   | Peter Walwyn                 | Daniel Wildenstein          | Balmerino          | Smuggler          | 2'34"30       |
| 1977      | Exceller           | M.4           | France        | Vaguely Noble    | Gérard Dubroeucq             | François Mathet              | Nelson Bunker Hunt          | Quiet Fling        | Smuggler          | 2'36"94       |
| 1976      | Quiet Fling        | M.4           | Royaume-Uni   | Nijinsky         | Lester Piggott               | Jeremy Tree                  | John Hay Whitney            | Libras Rib         | Major Green       | 2'38"10       |
| 1975      | Bustino            | M.4           | Royaume-Uni   | Busted           | Joe Mercer                   | Dick Hern                    | Lady Beaverbrook            | Ashmore            | Mils Bomb         | 2'33"31       |
| 1974      | Buoy               | M.4           | Royaume-Uni   | Aureole          | Joe Mercer                   | Dick Hern                    | Dick Hollingsworth          | Tennyson           | Dahlia            | 2'36"50       |
| 1973      | Roberto            | M.4           | Irlande       | Hail To Reason   | Lester Piggott               | Vincent O'Brien              | John W. Galbreath           | Attica Meli        | Baragoi           | 2'34"50       |
| 1972      | Mill Reef          | M.4           | Royaume-Uni   | Never Bend       | Geoff Lewis                  | Ian Balding                  | Paul Mellon                 | Homeric            | Wenceslas         | 2'34"94       |
| 1971      | Lupe               | F.4           | Royaume-Uni   | Primera          | Geoff Lewis                  | Noel Murless                 | Gladys Joel                 | Stintino           | Quayside          | 2'37"70       |
| 1970      | Caliban            | M.4           | Royaume-Uni   | Ragusa           | Sandy Barclay                | Noel Murless                 | Stanhope Joel               | Park Top           | Shoemaker         | 2'49"20       |
| 1969      | Park Top           | F.5           | Royaume-Uni   | Kalydon          | Lester Piggott               | Bernard van Cutsem           | Duc de Devonshire           | Mount Athos        | Connaught         | 2'37"50       |
| 1968      | Royal Palace       | M.4           | Royaume-Uni   | Ballymoss        | Sandy Barclay                | Noel Murless                 | Jim Joel                    | Bamboozle          | Dan Kano          | 2'55"50       |
| 1967      | Charlottown        | M.4           | Royaume-Uni   | Charlottesville  | Jimmy Lindley                | Gordon Smyth                 | Lady Zia Wernher            | Nelcius            | White Glove       | 2'49"70       |
| 1966      | I Say              | M.4           | Royaume-Uni   | Sayajiro         | Duncan Keith                 | Walter Nightingall           | Louis Freedman              | Prominer           | Atilla            | 2'36"40       |
| 1965      | Oncidium           | M.4           | Royaume-Uni   | Alcide           | Scobie Breasley              | George Todd                  | Lord Howard de Walden       | Soderini           | Homeward Bound    | 2'38"70       |
| 1964      | Relko              | M.4           | France        | Tanerko          | Yves Saint-Martin            | François Mathet              | François Dupré              | Khalkis            | Royal Avenue      | 2'47"00       |
| 1963      | Exbury             | M.4           | Royaume-Uni   | Le Haar          | Jean Deforge                 | Geoffroy Watson              | Guy de Rothschild           | Hethersett         | Picfort           |               |
| 1962      | Dicta Drake        | M.4           | France        | Phil Drake       | Yves Saint-Martin            | François Mathet              | Suzy Volterra               | Your Highness      | Proud Chieftain   | 2'42"00       |
| 1961      | Petite Étoile      | F.5           | Royaume-Uni   | Petition         | Lester Piggott               | Noel Murless                 | S.A. Aga Khan               | Vienna             | Proud Chieftain   |               |
| 1960      | Petite Étoile      | F.4           | Royaume-Uni   | Petition         | Lester Piggott               | Noel Murless                 | Prince Aly Khan             | Parthia            | Above Suspicion   | 2'35"20       |
| 1959      | Nagami             | M.4           | Royaume-Uni   | Nimbus           | Lester Piggott               | Harry Wragg                  | Etti Plesch                 | Al Mabsoot         | London Cry        | 2'37"20       |
| 1958      | Ballymoss          | M.4           | Irlande       | Mossborough      | Scobie Breasley              | Vincent O'Brien              | John McShain                | Fric               | Ommeyad           | 2'41"60       |
| 1957      | Fric               | M.5           | France        | Vandale          | Jean Deforge                 | Philippe Lallie              | Michel Calmann              | Donald             | High Veldt        |               |
| 1956      | Tropique           | M.4           | France        | Fontenay         | Paul Blanc                   | Geoffroy Watson              | Guy de Rothschild           | True Cavalier      | Rhinehart         |               |
| 1955      | Narrator           | M.4           | Royaume-Uni   | Nearco           | Frank Barlow                 | Humphrey Cottrill            | Lionel Brook Holliday       | Darius             | Zarathustra       |               |
| 1954      | Aureole            | M.4           | Royaume-Uni   | Hyperion         | Eph Smith                    | Cecil Boyd-Rochfort          | The Queen                   | Chatsworth         | Nearula           |               |
| 1953      | Zucchero           | M.5           | Royaume-Uni   | Nasrullah        | Lester Piggott               | Bill Payne                   | George Rolls                | Wilwyn             | Worden            |               |
| 1952      | Nuccio             | M.4           | France        | Traghetto        | Roger Poincelet              | Alec Head                    | Aga Khan III                | Sybil's Nephew     | Lamiral           |               |
| 1951      | Tantième           | M.4           | France        | Deux-Pour-Cent   | Jacques Doyasbère            | François Mathet              | François Dupré              | Saturn             | Beau Sire         |               |
| 1950      | Amour Drake        | M.4           | France        | Admiral Drake    | Roger Poincelet              | Robert Carver                | Suzy Volterra               | Iron Duke          | Flush Royal       |               |
| 1949      | Beau Sabreur       | M.4           | Royaume-Uni   | His Highness     | Billy Cook                   | Richard Brabazon             | A. B. Macnaughton           | Royal Drake        |                   |               |
| 1948      | Goyama             | M.5           | France        | Goya             | Charlie Elliott              | Charles Semblat              | Marcel Boussac              | Migoli             | Sicavo            |               |
| 1947      | Chanteur           | M.5           | Royaume-Uni   | Château Bouscaut | Roger Brethes                | Henry Count                  | William Hill                | Coaraze            | Claro             |               |
| 1946      | Ardan              | M.5           | France        | Pharis           | Charlie Elliott              | Charles Semblat              | Marcel Boussac              | Rising Light       | Triumvir          |               |
| 1945      | Borealis           | M.4           | Royaume-Uni   | Brumeux          | Harry Wragg                  | Walter Earl                  | Lord Derby                  | Ocean Swell        | Hycilla           |               |
| 1944      | Persian Gulf       | M.4           | Royaume-Uni   | Bahram           | Bobby Jones                  | Cecil Boyd-Rochfort          | Zia Wernher                 | High Chancellor    | Umiddad           |               |
| 1943      | Hyperides          | M.4           | Royaume-Uni   | Hyperion         | Eph Smith                    | Jack Jarvis                  | Lord Rosebery               |                    | Ujiji             |               |
| 1942      | pas de course      | pas de course | pas de course | pas de course    | pas de course                | pas de course                | pas de course               | pas de course      | pas de course     | pas de course |
| 1941      | Winterhalter       | M.4           | Royaume-Uni   | Gainsborough     | Doug Smith                   | Frank Butters                | Aga Khan III                | Hippius            |                   |               |
| 1940      | pas de course      | pas de course | pas de course | pas de course    | pas de course                | pas de course                | pas de course               | pas de course      | pas de course     | pas de course |
| 1939      | Scottish Union     | M.4           | Royaume-Uni   | Cameronian       | Gordon Richards              | Noel Cannon                  | James V. Rank               | Bistolfi           | Antonym           |               |
| 1938      | Monument           | M.5           | Royaume-Uni   | Sansovino        | Rufus Beasley                | Cecil Boyd-Rochfort          | Duke of Marlborough         | Fair Copy          | Goya              |               |
| 1937 (dh) | Cecil His Grace    | M.6 M.4       | Royaume-Uni   | Foxlaw Blandford | Tommy Weston Gordon Richards | Joseph Lawson Richard Dawson | Abe Bailey James V. Rank    |                    | Chrysler          |               |
| 1936      | Plassy             | M.4           | Royaume-Uni   | Sansovino        | Richard Perryman             | Colledge Leader              | Lord Derby                  | Cecil              |                   |               |
| 1935      | Windsor Lad        | M.4           | Royaume-Uni   | Blandford        | Charlie Smirke               | Marcus Marsh                 | Martin Benson               | Easton             | Caymanas          |               |
| 1934      | King Salmon        | M.4           | Royaume-Uni   | Salmon-Trout     | Harry Wragg                  | Ossie Bell                   | Richard Brooke              | Mate               | Chatelaine        |               |
| 1933      | Dastur             | M.4           | Royaume-Uni   | Solario          | Charlie Elliott              | Frank Butters                | Aga Khan III                | Silvermere         | China King        |               |
| 1932      | Salmon Leap        | M.5           | Royaume-Uni   | Salmon-Trout     | Tommy Weston                 | George Lambton               | Venetia James               | Goyescas           | Cameronian        |               |
| 1931      | Parenthesis        | M.4           | Royaume-Uni   | Son-In-Law       | Freddie Fox                  | Fred Darling                 | Lord Woolavington           | Rock Star          | Rosedale          |               |
| 1930      | Plantago           | M.5           | Royaume-Uni   | Phalaris         | Cyril Ray                    | Joseph Lawson                | Washington Singer           | Palais Royal       | Athford           |               |
| 1929      | Reigh Count        | M.4           | Royaume-Uni   | Sunreigh         | Joe Childs                   | Bert S. Michell              | Fannie Hertz                | Athford            | Plantago          |               |
| 1928      | Apelle             | M.5           | Royaume-Uni   | Sardanapale      | Harry Beasley                | Atty Persse                  | Dermot McCalmont            | Silverstead        | Book Law          |               |
| 1927      | Coronach           | M.4           | Royaume-Uni   | Hurry On         | Joe Childs                   | Fred Darling                 | Lord Woolavington           | Embargo            | Foxlaw            |               |
| 1926      | Solario            | M.4           | Royaume-Uni   | Gainsborough     | Joe Childs                   | Reginald Day                 | John Rutherford             | Zambo              | Warminster        |               |
| 1925      | St Germans         | M.4           | Royaume-Uni   | Swynford         | Frank Bullock                | Alec Taylor Jr.              | Lord Astor                  | Sansovino          | Plack             |               |
| 1924      | Verdict            | F.4           | Royaume-Uni   | Shogun           | Steve Donoghue               | William Waugh                | Lord Coventry               | Parth              | Poisoned Arrow    |               |
| 1923      | Condover           | M.4           | Royaume-Uni   | Radium           | Harry Beasley                | E. Harper                    | Mrs A. Bendir               | Craiganower        | Soubriquet        |               |
| 1922      | Franklin           | M.4           | Royaume-Uni   | Volta            | Steve Donoghue               | Richard Dawson               | Lord Carnarvon              | Selene             | Ballyheron        |               |
| 1921      | Silvern            | M.4           | Royaume-Uni   | Polymelus        | Frank O'Neill                | Frank Hartigan               | Edward Hutton               | Abbots Trace       |                   |               |
| 1920      | Manilardo          | M.4           | Royaume-Uni   | Bayardo          | Joe Childs                   | Alec Taylor Jr.              | Alexander Robb Cox          | Tangiers           | Arion             |               |
| 1919      | He                 | M.4           | Royaume-Uni   | Santoi           | Arthur Smith                 | Frank Barling                | Lord Glanely                | Galloper Light     | Dansellon         |               |
| 1917-1918 | pas de course      | pas de course | pas de course | pas de course    | pas de course                | pas de course                | pas de course               | pas de course      | pas de course     | pas de course |
| 1916      | Pommern            | M.4           | Royaume-Uni   | Polymelus        | Steve Donoghue               | Charles Peck                 | Solomon Joel                | Russley            |                   |               |
| 1915      | Black Jester       | M.4           | Royaume-Uni   | Polymelus        | W. Huxley                    | Charles Morton               | Jack Barnato Joel           |                    |                   |               |
| 1914      | Blue Stone         | M.4           | Royaume-Uni   | Bachelors Button | W. Huxley                    | Charles Morton               | Jack Barnato Joel           | Fairy King         | Maiden Erlegh     |               |
| 1913      | Prince Palatine    | M.5           | Royaume-Uni   | Persimmon        | W. Saxby                     | Henry Beardsley              | Thomas Pilkington           | Long Set           | Cigar             |               |
| 1912      | Stedfast           | M.4           | Royaume-Uni   | Chaucer          | Fred Rickaby                 | George Lambton               | Lord Derby                  | Prince Palatine    | Mushroom          |               |
| 1911      | Lemberg            | M.4           | Royaume-Uni   | Cyllene          | Bernard Dillon               | Alec Taylor Jr.              | Alfred W. Cox               | Swynford           | Bachelor's Double |               |
| 1910      | Sir Martin         | M.4           | Royaume-Uni   | Ogden            | Skeets Martin                | Joseph Cannon                | Louis Winans                | Bachelor's Double  | Louviers          |               |
| 1909      | Dean Swift         | M.8           | Royaume-Uni   | Chidwick         | Walter Griggs                | Charles Morton               | Jack Barnato Joel           | White Eagle        | Santo Strato      |               |
| 1908      | The White Knight   | M.5           | Royaume-Uni   | Desmond          | William Halsey               | Harry Sadler                 | Tom Kirkwood                | Dean Swift         | Radium            |               |
| 1907      | The White Knight   | M.4           | Royaume-Uni   | Desmond          | William Halsey               | Harry Sadler                 | Tom Kirkwood                | Troutbeck          | Polymelus         |               |
| 1906      | Pretty Polly       | F.5           | Royaume-Uni   | Gallinule        | Bernard Dillon               | Peter Gilpin                 | Eustace Loder               | Achilles           | St Amant          |               |
| 1905      | Pretty Polly       | F.4           | Royaume-Uni   | Gallinule        | Otto Madden                  | Peter Gilpin                 | Eustace Loder               | Zinfandel          | Caius             |               |
| 1904      | Zinfandel          | M.4           | Royaume-Uni   | Persimmon        | Mornington Cannon            | Charles Beatty               | Lord Howard de Walden       | Sceptre            | Rock Sand         |               |
| 1903      | Valenza            | F.5           | Royaume-Uni   | Winkfield        | Otto Madden                  | Frederick Day                | E. Heinemann                |                    |                   |               |
| 1902      | Osboch             | M.4           | Royaume-Uni   | Oberon           | Danny Maher                  | Richard Marsh                | Lord Wolverton              | Volodyovski        | Santoi            |               |